# Liste britischer Schriftsteller
Alphabetische Liste der Schriftsteller aus dem Vereinigten Königreich Großbritannien und Nordirland:

## A
- Lemuel Abbott (um 1730–1776)
- Dan Abnett (* 1965)
- Dannie Abse (1923–2014)
- Leo Abse (1917–2008)
- Peter Ackroyd (* 1949)
- Harold Acton (1904–1994)
- Douglas Adams (1952–2001)
- Richard Adams (1920–2016)
- Fleur Adcock (1934–2024)
- Edmund Affleck (um 1725–1788)
- Grace Aguilar (1816–1847)
- Joan Aiken (1924–2004)
- Thomas Aird (1802–1876)
- Alasdair Mac Mhaighstir Alasdair (um 1698–1770)
- Naomi Alderman (* 1974)
- Richard Aldington (1892–1962)
- Brian Aldiss (1925–2017)
- William Alexander, Earl of Stirling (um 1570–1640)
- Charles Allen (* 1940)
- Margery Allingham (1904–1966)
- David Almond (* 1951)
- Al Alvarez (1929–2019)
- Eric Ambler (1909–1998)
- Kingsley Amis (1922–1995)
- Anthony Anaxagorou (* 1983)
- Alexander Anderson (1845–1909)
- Jane Anger
- Marion Angus (1865–1946)
- Elizabeth Anscombe (1919–2001)
- Alexander Arbuthnot (1538–1583)
- Jeffrey Archer (* 1940)
- John Arden (1930–2012)
- John Armstrong (1709–1779)
- Richard Armstrong (1903–1986)
- Jake Arnott (* 1961)
- Aran Ashe
- Bernard Ashley (* 1935)
- Margot Asquith (1864–1945)
- Diana Athill (1917–2019)
- Kate Atkinson (* 1951)
- Anselm Audley (* 1982)
- Jane Austen (1775–1817)
- Gillian Avery (1926–2016)
- Steve Aylett (* 1967)
- Samuel Ayscough (1745–1804)
- Robert Ayton (1570–1638)
- William Edmonstoune Aytoun (1813–1865)
- Khalid Aziz (* 1953)

## B
- Desmond Bagley (1923–1983)
- Enid Bagnold (1889–1981)
- Louise Bagshawe (* 1971)
- Paul Bailey (1937–2024)
- Grisell Baillie (1665–1746)
- Joanna Baillie (1762–1851)
- Beryl Bainbridge (1932–2010)
- Louisa Alice Baker (1856–1926)
- Nigel Balchin (1908–1970)
- Oliver Baldwin (1899–1958)
- Patrick Balfour, 3. Baron Kinross (1904–1976)
- Robert Michael Ballantyne (1825–1894)
- Tony Ballantyne
- George Ballard (1706–1755)
- James Graham Ballard (1930–2009)
- George Linnaeus Banks (1821–1881)
- Iain M. Banks (1954–2013)
- Lynne Reid Banks (1929–2024)
- Antonia Barber (* 1932)
- John Barbour (nach 1316–1395)
- James Barclay (* 1965)
- John Barclay (1582–1621)
- Clive Barker (* 1952)
- Pat Barker (* 1943)
- Julian Barnes (* 1946)
- Peter Barnes (1931–2004)
- James Matthew Barrie (1860–1937)
- Stan Barstow (1928–2011)
- Richard Bartle (* 1960)
- Neil Bartlett (* 1958)
- Priya Basil (* 1977)
- Ralph Bates (1899–2000)
- Bat Yeʾor (* 1933)
- Nina Bawden (1925–2012)
- Barrington J. Bayley (1937–2008)
- Pauline Baynes (1922–2008)
- James Beattie (1735–1803)
- Lydia Becker (1827–1890)
- William Beckford (1760–1844)
- Lillian Beckwith (1916–2004)
- John Russell, 13. Herzog von Bedford (1917–2002)
- Sybille Bedford (1911–2006)
- Edward Harold Begbie (1871–1929)
- John Joy Bell (1871–1934)
- Quentin Bell (1910–1996)
- George Bellairs (1902–1985)
- Catherine Belsey (1940–2021)
- Lionel Bender (1934–2008)
- Alan Bennett (* 1934)
- Arnold Bennett (1867–1931)
- Edwin Keppel Bennett (1887–1958)
- Nigel Bennett (* 1949)
- Nigel Benson (* 1955)
- E. C. Bentley (1875–1956)
- Leila Berg (1917–2012)
- John Berger (1926–2017)
- Virginia Bergin (* 1966)
- Joseph Berington (1743–1827)
- Jay Bernard (* 1988)
- Alfred Bestall (1892–1986)
- Rachel Billington (* 1942)
- Penny Birch
- Thomas Birch (1705–1766)
- Dea Birkett (* 1958)
- Bernardine Bishop (1939–2013)
- William Black (1841–1898)
- Harold John Blackham (1903–2009)
- John Stuart Blackie (1809–1895)
- Malorie Blackman (* 1962)
- Richard Doddridge Blackmore (1825–1900)
- Susan Blackmore (* 1951)
- Caroline Blackwood (1931–1996)
- Robert Blair (1699–1746)
- George Blake (1893–1961)
- Reginald Horace Blyth (1898–1964)
- Enid Blyton (1897–1968)
- Dirk Bogarde (1921–1999)
- Edward Bond (1934–2024)
- Michael Bond (1926–2017)
- James Boswell (1740–1795)
- Douglas Botting (1934–2018)
- Alain de Botton (* 1969)
- Marjorie Boulton (1924–2017)
- Mark Alexander Boyd (1562–1601)
- Malcolm Bradbury (1932–2000)
- Peter Bradshaw
- Caryl Brahms (1901–1982)
- Christianna Brand (1907–1988)
- Alexander Braudo (1864–1924)
- Alan Bray (1948–2001)
- Chaz Brenchley (* 1959)
- Theresa Breslin
- Harriet Bridgeman (* 1942)
- James Bridie (1888–1951)
- Katharine Mary Briggs (1898–1980)
- Anne Brontë (1820–1849)
- Charlotte Brontë (1816–1855)
- Emily Brontë (1818–1848)
- Christopher Brookmyre (* 1968)
- Anita Brookner (1928–2016)
- Ben Brooks (* 1992)
- Collin Brooks (1893–1959)
- Kevin Brooks (* 1959)
- George Douglas Brown (1869–1902)
- George Mackay Brown (1921–1996)
- Moses Browne (1704–1787)
- Michael Bruce (1746–1767)
- Bill Bryson (* 1951)
- John Buchan, 1. Baron Tweedsmuir (1875–1940)
- Angus Buchanan (1886–1954)
- Kenneth Bulmer (1921–2005)
- Edward Bulwer-Lytton, 1. Baron Lytton (1803–1873)
- Rosina Bulwer-Lytton (1802–1882)
- Inayat Bunglawala
- Katharine Burdekin (1896–1963)
- Ray Burdis (* 1959)
- Anthony Burgess (1917–1993)
- Thomas Burke (1886–1945)
- Paul Burke (* 1962)
- John Burningham (1936–2019)
- Robert Burns (1759–1796)
- Siân Busby (1960–2012)
- Hans Busk (1772–1862)
- Gwendoline Butler (1922–2013)
- Josephine Butler (1828–1906)
- Ron Butlin
- Mary Butts (1890–1937)
- A. S. Byatt (1936–2023)
- Georgia Byng (* 1965)
- George Gordon Byron (1788–1824)
- Michael Bywater (* 1953)

## C
- Deborah Cadbury
- Moyra Caldecott (1927–2015)
- Roland Camberton (1921–1965)
- Norman Cameron (1905–1953)
- Ken Campbell (1941–2008)
- Thomas Campbell (1777–1844)
- Richard Owen Cambridge (1717–1802)
- Thomas Carew (1594–1640)
- Thomas Carlyle (1795–1881)
- Edward Carpenter (1844–1929)
- Richard Carpenter (1929–2012)
- Allen Carr (1934–2006)
- J. L. Carr (1912–1994)
- John le Carré (1931–2020)
- Ciaran Carson (1948–2019)
- John Paddy Carstairs (1910–1970)
- Catherine Carswell (1879–1946)
- Angela Carter (1940–1992)
- Barbara Cartland (1901–2000)
- Justin Cartwright (1943–2018)
- Joyce Cary (1888–1957)
- Edward Caswall (1814–1878)
- John Caughie
- Charles Causley (1917–2003)
- David Caute (* 1936)
- Margaret Cavendish (1623–1673)
- Kevin Cecil (* 1969)
- Aidan Chambers (1934–2025)
- Sid Chaplin (1916–1986)
- Stanley Chapman (1925–2009)
- Anne Charnock (* 20. Jh.)
- James Hadley Chase (1906–1985)
- Bruce Chatwin (1940–1989)
- Marion Chesney (1936–2019)
- Gilbert Keith Chesterton (1874–1936)
- Peter Cheyney (1896–1951)
- Lee Child (* 1954)
- Agatha Christie (1890–1976)
- John Christopher (1922–2012)
- Winston Churchill (1874–1965)
- Elizabeth Clark (* 1963)
- Simon Clark (* 1958)
- Arthur C. Clarke (1917–2008)
- Lindsay Clarke (* 1939)
- Wensley Clarkson
- Alasdair Clayre (1935–1984)
- William Cleland (um 1661–1689)
- Ann Cleeves (* 1954)
- Austin Coates (1922–1997)
- Alison Cockburn (1713–1794)
- Vernon Coleman (* 1946)
- Rodney Collin (1909–1956)
- Andrew Collins (* 1965)
- Warwick Collins (1948–2013)
- Wilkie Collins (1824–1889)
- Bryn Colvin
- Alex Comfort (1920–2000)
- J. J. Connolly
- John Connor (* 1946)
- Robert Conquest (1917–2015)
- Joseph Conrad (1857–1924)
- Shirley Conran (1932–2024)
- Edward Dutton Cook (1829–1883)
- Nick Cook (* 1960)
- Matt Cook
- Richard Cook (1957–2007)
- Edmund Cooper (1926–1982)
- Jilly Cooper (* 1937)
- Michael Cordy (* 1962)
- Bernard Cornwell (* 1944)
- Joe Corrie (1894–1968)
- Adele Cosgrove-Bray
- Joseph Cottle (1770–1853)
- Frank Cottrell Boyce (* 1959)
- Oswald Couldrey (1892–1958)
- Bert Coules
- Francis Coventry (1725–1754)
- Andrew Cowan (* 1960)
- Noël Coward (1899–1973)
- Elizabeth Cowell (1912–1998)
- Virginia Cowles (1910–1983)
- Richard Cowper (1926–2002)
- Jim Crace (* 1946)
- Amanda Craig (* 1959)
- Michael Cranford
- Iain Crichton Smith
- Bernard Crick (1929–2008)
- Quentin Crisp (1908–1999)
- Edmund Crispin (1921–1978)
- Samuel Rutherford Crockett (1859/60–1914)
- Archibald Joseph Cronin (1896–1981)
- Vincent Cronin (1924–2011)
- Kevin Crossley-Holland (* 1941)
- Julia Crouch (* 1962)
- Catherine Crowe (1790–1872)
- Brian Crozier (1918–2012)
- Helen Cruickshank (1886–1975)
- Nicholas J. Cull (* 1964)
- Allan Cunningham (1784–1842)
- Robert Cunninghame Grahame (1852–1936)
- Ivor Cutler (1923–2006)
- Judith Cutler (* 1946)

## D
- Samuel Daniel (1562–1619)
- Colin Dann (* 1943)
- Basil Davidson (1914–2010)
- John Davidson (1857–1909)
- Lionel Davidson (1922–2009)
- Caitlin Davies (* 1964)
- Michael Davies (* 1936)
- Peter Ho Davies (* 1966)
- Ronald Edward Davies (1921–2011)
- Ian Davis
- Lindsey Davis (* 1949)
- Edward Davison (1898–1970)
- William Harbutt Dawson (1860–1948)
- Cecil Day-Lewis (1904–1972)
- Peter de Rosa (1932–2024)
- Richard de Yarburgh-Bateson, 6. Baron Deramore (1911–2006)
- Tim Dedopulos (* 1969)
- E. M. Delafield (1890–1943)
- Shelagh Delaney (1938–2011)
- Colin Dexter (1930–2017)
- Thomas Frognall Dibdin (1776–1844)
- Charles Dickens (1812–1870)
- Monica Dickens (1915–1992)
- Peter Dickinson (1927–2015)
- Richard Dinnick (* 1968)
- Jenny Diski (1947–2016)
- Richard Doherty (* 1948)
- Julia Donaldson (* 1948)
- Rob Donn
- Eleanor Doorly (1880–1950)
- John Doran (1807–1878)
- Alfred Douglas (1870–1945)
- Gavin Douglas (1474–1522)
- Siobhan Dowd (1960–2007)
- Jenny Downham (* 1964)
- Arthur Conan Doyle (1859–1930)
- Nathan Drake (* 1766)
- Carol Drinkwater (* 1948)
- William Drummond of Hawthornden (1585–1649)
- Robert Drury (1687–1735)
- Carol Ann Duffy (* 1955)
- William Dunbar (1459/60 – um 1530)
- Alexander Duncan (* 1949)
- Glen Duncan (* 1965)
- Hal Duncan (* 1971)
- Jane Duncan (1910–1976)
- Helen Dunmore (1952–2017)
- Douglas Dunn (* 1942)
- Dorothy Dunnett (1923–2001)
- Francis Durbridge (1912–1998)
- Charles Dyer (1928–2021)
- Richard Dyer (* 1945)

## E
- Anne Easter Smith (* 1952)
- Maurice Edelman (1911–1975)
- Marriott Edgar (1880–1951)
- George Egerton (1859–1945)
- T. S. Eliot (1888–1965)
- Jean Elliot (1727–1805)
- R. J. Ellory (* 1965)
- Ben Elton (* 1959)
- Victor Rousseau Emanuel (1879–1960)
- Olaudah Equiano (1745–1797)
- Audrey Erskine-Lindop (1920–1986)
- Kodwo Eshun (* 1967)
- Tim Etchells (* 1962)
- Stephen Evans (* 1970)
- Bernardine Evaristo (* 1959)

## F
- Gerard Fairlie (1899–1983)
- Colin Falconer (* 1953)
- William Falconer (1732–1769)
- John Fardell
- Moris Farhi (* 1935)
- Penelope Farmer (* 1939)
- Frederic William Farrar (1831–1903)
- Mick Farren (1943–2013)
- Elaine Feinstein (1930–2019)
- James Fenton (* 1949)
- Robert Fergusson (1750–1774)
- Patrick Leigh Fermor (1915–2011)
- Elizabeth Ferrars (1907–1995)
- Susan Edmonstone Ferrier (1782–1854)
- Martin Fido (1939–2019)
- Michael Field (Pseudonym)
- Sarah Fielding (1710–1768)
- Paul Finch (* 1964)
- Anne Fine (* 1947)
- Caroline Finkel
- George Finkel (* 1936)
- Ian Hamilton Finlay (1925–2006)
- Matthew Fitt (* 1968)
- Joseph Smith Fletcher (1863–1935)
- Ken Follett (* 1949)
- Cecil Scott Forester (1899–1966)
- E. M. Forster (1879–1970)
- Margaret Forster (1938–2016)
- Dion Fortune (1890–1946)
- Christopher Fowler (1953–2023)
- Dick Francis (1920–2010)
- Pamela Frankau (1908–1967)
- George Sutherland Fraser (1915–1980)
- Christopher Frayling (* 1946)
- Jonathan Freedland (* 1967)
- Nicolas Freeling (1927–2003)
- Richard Austin Freeman (1862–1943)
- Brian Freemantle (1936–2024)
- Nicci French
- Patrick French (1966–2023)
- Clement Freud (1924–2009)
- Esther Freud (* 1963)
- Noam Friedlander
- Terence Frisby (1932–2020)
- Christopher Fry (1907–2005)
- Stephen Fry (* 1957)
- Roy Fuller (1912–1991)
- Georgiana Fullerton (1812–1885)
- Maggie Furey (1955–2016)
- Monica Furlong (1930–2003)
- Frances Fyfield (* 1948)

## G
- Patrick Gale (* 1962)
- Janice Galloway (* 1955)
- John Galt (1779–1839)
- Jane Gardam (1928–2025)
- Graeme Garden (* 1943)
- John Edmund Gardner (1926–2007)
- Robert Garioch (1909–1981)
- Angelica Garnett (1918–2012)
- David Garnett (1892–1981)
- Elizabeth Gaskell (1810–1865)
- Lewis Grassic Gibbon (1901–1935)
- Richard Gifford (1725–1807)
- George Gilfillan (1813–1878)
- George G. Gilman (* 1936)
- Sue Gerhardt
- Adrian Gilbert (* 1954)
- Davies Gilbert (1767–1839)
- Tony Gillam (* 1961)
- Morris Gleitzman (* 1953)
- Victoria Glendinning (* 1937)
- Connie Glynn (* 1994)
- John Bagot Glubb (1897–1986)
- Anna Gmeyner (1902–1991)
- Rumer Godden (1907–1998)
- Alan Gold (* 1945)
- William Golding (1911–1993)
- Pippa Goldschmidt
- Richard Gordon (1921–2017)
- Edmund Gosse (1849–1928)
- Elizabeth Goudge (1900–1984)
- Caroline Graham (* 1931)
- David Graham (1919–1994)
- Robert Cunninghame Graham (1852–1936)
- Kenneth Grahame (1859–1932)
- Ann Granger (* 1939)
- Elizabeth Grant (1797–1885)
- Linda Grant (* 1951)
- Robert Graves (1895–1985)
- Alasdair Gray (1934–2019)
- Alexander Gray (1882–1968)
- David Gray (1838–1861)
- John Gray (1866–1934)
- Frederick Laurence Green (1902–1953)
- Henry Green (1905–1973)
- Marian Green (1944)
- Michael Green (* 1927)
- Roger Lancelyn Green (1918–1987)
- Simon R. Green (* 1955)
- Nicola Griffith (* 1960)
- William Grill (* 1990)
- Roy Andries De Groot (1910–1983)
- John Gross (* 1935)
- Neil M. Gunn (1891–1973)

## H
- Tessa Hadley (* 1956)
- Matt Haig (* 1975)
- Christopher Hale
- Anne Halkett (um 1623–1699)
- Radclyffe Hall (1880–1943)
- Sarah Hall (* 1974)
- Charles Hamilton (1876–1961)
- Frederick Spencer Hamilton (1856–1928)
- Ian Hamilton (1938–2001)
- William Hamilton (1730–1803)
- John Lawrence Hammond (1872–1949)
- Christopher Hampton (* 1946)
- Georgina Harding (* 1955)
- Cyril Hare (1900–1958)
- Jack Hargreaves (1911–1994)
- Janet Quin-Harkin (* 1941)
- Terry Harknett (* 1936)
- Frank Harris (1856–1931)
- Geraldine Harris (* 1931)
- M. John Harrison (* 1945)
- Melissa Harrison (* 1975)
- Alan Hart (1942–2018)
- L. P. Hartley (1895–1972)
- Selina Hastings (* 1945)
- Gilbert Hay (um 1403–um 1460)
- John MacDougall Hay (1880–1919)
- Anna Haycraft (1932–2005)
- Mo Hayder (1962–2021)
- Tony Haygarth (1945–2017)
- Brian Hayles (1930–1978)
- Natalie Haynes (* 1974)
- Alan Hayward (1923–2008)
- William Hazlitt (1778–1830)
- Henry F. Heard (1889–1971)
- Erich Heller (1911–1990)
- Hamish Henderson (1919–2002)
- James Findlay Hendry (1912–1986)
- Philip Henry
- Robert Henryson (um 1460–1500)
- Philip Hensher  (* 1965)
- George Herbert (1593–1633)
- James Herbert (1943–2013)
- Robert Herrick (1591–1674)
- Robert Herring (1903–1975)
- James Herriot (1916–1995)
- Jack Higgins (1929–2022)
- Geoffrey Hill (1932–2016)
- Reginald Hill (1936–2012)
- John Buxton Hilton (1921–1986)
- Barry Hines (1939–2016)
- James P. Hogan (1941–2010)
- James Hogg (1770–1835)
- Ian Stoughton Holbourn (1872–1935)
- Richard Holland (bl. 1450)
- Tom Holland (* 1968)
- Vyvyan Holland (1886–1967)
- Alan Hollinghurst (* 1954)
- John Home (1722–1808)
- Edward Hooper (* 1951)
- Nick Hornby (* 1957)
- Alistair Horne (1925–2017)
- Ernest William Hornung (1866–1921)
- Geoffrey Household (1900–1988)
- Alfred Edward Housman (1859–1936)
- Elizabeth Jane Howard (1923–2014)
- David Armine Howarth (1912–1991)
- Ellic Howe (1910–1991)
- Fred Hoyle (1915–2001)
- Huchoun (bl. 1380)
- Richard Hughes (1900–1976)
- Shirley Hughes (1927–2022)
- Ted Hughes (1930–1998)
- Marcus Bourne Huish (1843–1921)
- E. M. Hull (1880–1947)
- Alexander Hume (um 1560–1609)
- Emyr Humphreys (1919–2020)
- Violet Hunt (1862–1942)
- Erin Hunter (Sammelpseudonym)
- Mollie Hunter (1922–2012)
- Rosalind Hurley (1929–2004)
- Paul Huson (* 1942)
- Pat Hutchins (1942–2017)

## I
- Eva Ibbotson (1925–2010)
- Michael Innes (1906–1994)
- Christopher Isherwood (1904–1986)
- Kazuo Ishiguro (* 1954)
- George Cecil Ives (1867–1950)

## J
- John Angelo Jackson (1921–2005)
- Violet Jacob (1863–1946)
- Howard Jacobson (* 1942)
- Brian Jacques (1939–2011)
- Elinor James (1644–1719)
- P. D. James (1920–2014)
- Peter James (* 1948)
- Anna Jameson (1797–1860)
- Sheila Jeffreys (* 1948)
- William Earl Johns (1893–1968)
- B. S. Johnson (1933–1973)
- Charles Johnson
- Arthur Johnston (1898–1954)
- Ernest Charles Jones (1819–1869)
- Ben Jonson (um 1572–1637)
- Jenny Joseph (1932–2018)
- Graham Joyce (1954–2014)

## K
- Sarah Kane (1971–1999)
- Anna Kavan (1901–1968)
- Jackie Kay (* 1961)
- Susan Kay (* 1952)
- H. R. F. Keating (1926–2011)
- John Keats (1795–1821)
- Fiona Kelly (* 1959)
- Stephen F. Kelly (* 1947)
- James Kelman (* 1946)
- James Kennaway (1928–1968)
- A. L. Kennedy (* 1965)
- Emma Kennedy (* 1967)
- Simon Kernick (* 1966)
- Judith Kerr (1923–2019)
- Philip Kerr (1956–2018)
- Jessie Kesson (1916–1994)
- Randal Keynes (* 1948)
- John King (* 1960)
- Dick King-Smith (1922–2011)
- Charles Kingsley (1819–1875)
- Henry Kingsley (1830–1876)
- Sophie Kinsella (* 1969)
- Rudyard Kipling (1865–1936)
- William Angus Knight (1836–1916)
- Ronald Knox (1888–1957)
- Arthur Koestler (1905–1983)
- Bernard Kops (1926–2024)
- Conor Kostick (* 1964)
- Hanif Kureishi (* 1954)

## L
- Henry du Pré Labouchère (1831–1912)
- Josh Lacey (* 1968)
- Olivia Laing (* 1977)
- Ronald D. Laing (1927–1989)
- Caroline Lamb (1785–1828)
- Andrew Lang (1844–1912)
- Nicholas de Lange (* 1944)
- Philip Larkin (1922–1985)
- Laurentius von Durham (1110/14–1154)
- Neal Lawson (* 1963)
- Edwin Leather (1919–2005)
- Brian Lecomber (1945–2015)
- Harriet Lee (1757–1851)
- Hermione Lee (* 1948)
- Laurie Lee (1914–1997)
- Tanith Lee (1947–2015)
- Sybil Leek (1917–1982)
- Joanne Lees (* 1973)
- Patrick Lennon (* 1964)
- Charlotte Lennox (1730–1804)
- Tom Leonard (* 1944)
- Doris Lessing (1919–2013)
- Michael Levey (1927–2008)
- Amy Levy (1861–1889)
- Andrea Levy (1956–2019)
- Lorna Lewis (* 1962)
- Norman Lewis (1908–2003)
- Ted Lewis (1940–1982)
- David Lindsay (1876–1945)
- Joan Lingard (1932–2022)
- Eric Linklater (1899–1974)
- Howard Linskey (* 1967)
- Emanuel Litvinoff (1915–2011)
- Adam Lively (* 1961)
- Penelope Lively (* 1933)
- Liz Lochhead (* 1947)
- John Gibson Lockhart (1794–1854)
- Norah Lofts (1904–1983)
- Robert Lomas (* 1947)
- Deric Longden (1936–2013)
- Clare Longrigg (* 1963)
- Roger Longrigg (1929–2000)
- James Lovegrove (* 1965)
- Peter Lovesey (1936–2025)
- Malcolm Lowry (1909–1957)
- Anthony Ludovici (1882–1971)
- Brian Lunn (1893–1956)
- Edgar Lustgarten (1907–1978)
- John Lyly (1553–1606)
- David Lyndsay (um 1490–1554)
- Henry Francis Lyte (1793–1847)
- Humphrey Lyttelton (1921–2008)

## M
- Robert Murray M'Cheyne (1813–1843)
- Rose Macaulay (1881–1958)
- George MacBeth (1932–1992)
- Stuart MacBride (* 1969)
- Norman MacCaig (1910–1996)
- Fionn MacColla (1906–1975)
- Hugh MacDiarmid (1892–1978)
- George MacDonald (1824–1905)
- Alasdair Alpin MacGregor (1899–1970)
- John William Mackail (1859–1945)
- Compton Mackenzie (1883–1972)
- Henry Mackenzie (1745–1831)
- Ian Maclaren (1850–1907)
- Alistair MacLean (1922–1987)
- Sorley MacLean (1911–1996)
- Fiona Macleod (1855–1905)
- Ian R. MacLeod (* 1956)
- Ken MacLeod (* 1954)
- Hector Macneill (1746–1818)
- James Macpherson (1736–1796)
- Francis Peabody Magoun (1895–1979)
- Sara Maitland (* 1950)
- Kenan Malik (* 1960)
- Jessica Mann (1937–2018)
- Mick Manning (* 1959)
- Sarra Manning
- Hilary Mantel (1952–2022)
- Jessie White Mario (1832–1906)
- Stephen Marley
- Christopher Marlowe (1564–1595)
- Henrietta Elizabeth Marshall (1876–1941)
- A. E. W. Mason (1865–1948)
- Edward J. Mason (1912–1971)
- Paul Mason (* 1960)
- Richard Mason (1919–1997)
- John Masters (1914–1983)
- Graham Masterton (* 1946)
- Robin Maugham (1916–1981)
- W. Somerset Maugham (1874–1965)
- Daphne du Maurier (1907–1989)
- Gavin Maxwell (1914–1969)
- Peter Mayle (1939–2018)
- John Mayne (1759–1836)
- Ed Mayo
- Annalena McAfee (* 1952)
- Eimear McBride (* 1976)
- James H. McClure (1939–2006)
- Donald McCullough (1901–1978)
- Val McDermid (* 1955)
- Colin McEvedy (* 1955)
- Ian McEwan (* 1948)
- Alan McGlashan (1898–1997)
- William McGonagall (1825–1902)
- Anthony McGowan (* 1965)
- Jon McGregor (* 1976)
- Ian McGuire (* 1964)
- William McIlvanney (1936–2015)
- Duncan McIntyre (1724–1812)
- David McKee (1935–2022)
- Robert McLellan (1907–1985)
- Cyril McNeile (1888–1937)
- Raymond Paul Mears (* 1964)
- James Meek (* 1962)
- Linda Melvern (* 1949)
- Pauline Melville (* 1948)
- Mick Mercer (* 1958)
- Eric Merriman (1924–2003)
- Charlotte Mew (1869–1928)
- Alice Meynell (1847–1922)
- Viola Meynell (1885–1956)
- Emran Mian (* 1977)
- William Julius Mickle (1735–1788)
- Barry Miles (* 1943)
- Keith Miles (* 1940)
- Keith Miles (1802–1856)
- Hugh Miller (1802–1856)
- Magnus Mills (* 1954)
- Alan Alexander Milne (1882–1956)
- Anthony Minghella (1954–2008)
- Adrian Mitchell (1932–2008)
- David Mitchell (* 1969)
- Nancy Mitford (1904–1973)
- Martin Mobberley (* 1958)
- Deborah Moggach (* 1948)
- George Monbiot (* 1963)
- Wortley Edward Montague (1713–1776)
- Trevor Montague (* 1954)
- Simon Sebag Montefiore (* 1965)
- Alexander Montgomerie (um 1550–1598)
- Bel Mooney (* 1946)
- Edward Moore (1712–1757)
- John Moore (1907–1967)
- Patrick Moore (1923–2012)
- Daniel Morden (* 1964)
- Charles Langbridge Morgan (1894–1958)
- Edwin Morgan (1920–2010)
- Elaine Morgan (1920–2013)
- Jan Morris (1926–2020)
- John Mortimer (1923–2009)
- Andrew Morton (* 1953)
- John Morton
- Steve Mosby (* 1976)
- Nicholas Mosley (1923–2017)
- Stephen Moss (* 1960)
- W. Stanley Moss (1921–1965)
- Kate Mosse (* 1961)
- William Motherwell
- Andrew Motion (* 1952)
- Ferdinand Mount (* 1939)
- Sara Jo „Jojo“ Moyes (* 1969)
- Patricia Moyes (1923–2000)
- James Preston Muddock (1843–1934)
- Malcolm Muggeridge (1903–1990)
- Edwin Muir (1887–1959)
- Hector Hugh Munro (1870–1916)
- Neil Munro (1863–1930)
- Abdul-Hakim Murad (* 1960)
- William Murdoch (1754–1839)
- Jill Murphy (1949–2021)
- Charles Murray (1864–1941)
- Douglas Murray (* 1979)
- Ben Myers (* 1976)

## N
- Magdalen Nabb (1947–2007)
- Barbara Nadel
- V. S. Naipaul (1932–2018)
- Carolina Nairne (1766–1845)
- Edith Nesbit (1858–1924)
- Courttia Newland (* 1973)
- Beverley Nichols (1898–1983)
- Sally Nicholls (* 1983)
- Robert Nicoll (1814–1837)
- Adela Florence Nicolson (1865–1904)
- Nigel Nicolson (1917–2004)
- Jenny Nimmo (* 1944)
- John Niven (* 1966)
- Frank Norman (1930–1980)
- Barney Norris (* 1987)
- Mary Norton (1903–1992)
- John Julius Norwich (1929–2018)

## O
- Peter O’Donnell (1920–2010)
- Maggie O’Farrell (* 1972)
- Catherine O’Flynn (* 1970)
- Andrew O’Hagan (* 1968)
- Redmond O’Hanlon (* 1947)
- William Henry Ogilvie (1869–1963)
- Laurence Oliphant (1829–1888)
- Margaret Oliphant (1828–1897)
- Martin Oliver
- Joe Orton (1933–1967)
- George Orwell (1903–1950)
- George Outram (1805–1856)

## P
- Isabel Pagan (1740–1821)
- Ian Page (* 1960)
- Pan Pantziarka
- Edith Pargeter (1913–1995)
- Derek Parker (* 1932)
- Stewart Parker (1941–1988)
- Rowanne Pasco
- Don Paterson (* 1963)
- Jill Paton Walsh (1937–2020)
- Paul Preston (* 1946)
- Donald G. Payne (1924–2018)
- David Peace (* 1967)
- Philippa Pearce (1920–2006)
- Ian Peacock
- Alfred Perlès (1897–1990)
- Anne Perry (1938–2023)
- Cash Peters
- Mike Phillips
- Robin Pilcher (* 1950)
- Rosamunde Pilcher (1924–2019)
- Leslie Pine (1907–1987)
- Harold Pinter (1930–2008)
- Ruth Pitter (1897–1992)
- Erin Pizzey (* 1939)
- Jean Plaidy (1906–1993)
- Sadie Plant (* 1964)
- Adrian Plass (* 1948)
- Alan Plater (1935–2010)
- Justin Pollard (* 1968)
- Dudley Pope (1925–1997)
- Nick Pope (* 1965)
- Max Porter (* 1981)
- Peter Porter (1929–2010)
- Anthony Powell (1905–2000)
- Llewelyn Powys (1884–1939)
- Theodore Powys (1875–1953)
- Amanda Prantera (* 1942)
- Terry Pratchett (1948–2015)
- Ruth Prawer Jhabvala (1927–2013)
- Rob Preece
- H. F. M. Prescott (1896–1972)
- Anthony Price (1928–2019)
- Christopher Priest (1943–2024)
- Chris Priestley (* 1958)
- Peter Prince
- Thomas Pringle (1789–1834)
- David Pryce-Jones (* 1936)
- Philip Pullman (* 1946)
- Samuel Purchas (1577–1626)

## Q
- Michael Quinion (* ≈1943)

## R
- Dina Rabinovitch (1963–2007)
- Ann Radcliffe (1764–1823)
- Dachine Rainer (1921–2000)
- Allan Ramsay (1686–1758)
- Ian Rankin (* 1960)
- Julian Rathbone (1935–2008)
- Terence Rattigan (1911–1977)
- Peter Rawlinson, Baron Rawlinson of Ewell (1919–2006)
- Derek Raymond (1931–1994)
- Denys Rayner (1908–1967)
- Piers Paul Read (* 1941)
- William Winwood Reade (1838–1875)
- Patrick Redmond (* 1966)
- Alan Redpath (1907–1989)
- Douglas Reeman (1924–2017)
- Celia Rees (* 1949)
- John Rees (* 1957)
- Laurence Rees (* 1957)
- Matt Beynon Rees (* 1967)
- Clara Reeve (1729–1807)
- Mary Renault (1905–1983)
- Ruth Rendell (1930–2015)
- Louise Rennison (1951–2016)
- Alastair Reynolds (* 1966)
- Anna Reynolds (1930–2014)
- Simon Reynolds (* 1963)
- Elvi Rhodes
- Juliet Rhys-Williams (1898–1964)
- Stephen Richards
- James Ridley (1736–1765)
- Andy Riley (* 1970)
- Anne Thackeray Ritchie (1837–1919)
- Carolina De Robertis (* 1975)
- Robin Robertson (* 1955)
- Denise Robins (1897–1985)
- Mary Robinson (1757–1800)
- Peter Robinson (1950–2022)
- Frederick Rolfe (1860–1913)
- John Rolland (bl. 1560)
- Malcolm Rose (* 1953)
- Elizabeth Rowe (1674–1736)
- Joanne K. Rowling (* 1965)
- Bertrand Russell (1872–1970)
- John Ruskin (1819–1900)
- Edward Rutherfurd (* 1948)
- Eileen Joyce Rutter (* 1945)

## S
- Edward Sackville-West (1901–1965)
- Vita Sackville-West (1892–1962)
- Sunjeev Sahota (* 1981)
- Susan Sallis (1929–2020)
- Polly Samson (* 1962)
- C. J. Sansom (1952–2024)
- Tony Sarchet
- Tony De Saulles
- Kate Saunders (1960–2023)
- Jon Savage (* 1953)
- Walter Savage Landor (1775–1864)
- Dorothy L. Sayers (1893–1957)
- Cat Scarlett
- Mary Anne Schimmelpenninck (1778–1856)
- Ben Schott (* 1974)
- Alexander Scott (1920–1989)
- Walter Scott (1771–1832)
- Anne Douglas Sedgwick (1873–1935)
- Marcus Sedgwick (1968–2022)
- Basil de Sélincourt (1877–1966)
- Ernest de Sélincourt (1870–1943)
- James Sempill (1566–1525/26)
- Robert Sempill (um 1530–1595)
- Bernard Sendall (1913–1996)
- Gerald Seymour (* 1941)
- Peter Shaffer (1926–2016)
- Tahir Shah (* 1966)
- Nicholas Shakespeare (* 1957)
- William Shakespeare (1564–1616)
- William Sharp (1855–1905)
- Tom Sharpe (1928–2013)
- Mary Shelley (1797–1851)
- Percy Bysshe Shelley (1792–1822)
- William Shenstone (1714–1763)
- Nan Shepherd (1893–1981)
- Denis Ronald Sherman (1934–1985)
- Matthew Phipps Shiel (1865–1947)
- James Shirley (1596–1666)
- Alan Sillitoe (1928–2010)
- Edith Simcox (1844–1901)
- S. J. Simon (1904–1948)
- N. F. Simpson (1919–2011)
- Andrew Sinclair (1935–2019)
- Simon Singh (* 1964)
- Mark Sinker
- Edith Sitwell (1887–1964)
- John Skinner (1721–1807)
- Roy Sloan
- Alexander McCall Smith (* 1948)
- Ali Smith (* 1962)
- Charlotte Turner Smith (1749–1806)
- Emma Smith (1923–2018)
- Richard Smith
- Stevie Smith (1902–1971)
- Sydney Goodsir Smith (1915–1975)
- Walter Chalmers Smith (1824–1908)
- Tobias Smollett (1721–1771)
- Charles Percy Snow (1905–1980)
- Charles Sorley (1895–1915)
- David Southwell (* 1971)
- William Soutar (1898–1943)
- Muriel Spark (1918–2006)
- Lewis Spence (1874–1955)
- Colin Spencer (* 1933)
- Stephen Spender (1909–1995)
- Constance Spry (1886–1960)
- Brian M. Stableford (1948–2024)
- Henry Morton Stanley (1841–1904)
- Andy Stanton (* 1973)
- Edward St Aubyn (* 1960)
- Marguerite Steen (1894–1975)
- Simon Stephens (* 1971)
- Jane Stevenson (* 1959)
- Robert Louis Stevenson (1850–1894)
- Mary Stewart (1916–2014)
- Julian Stockwin (* 1944)
- David Storey (1933–2017)
- Rebecca Stott (* 1964)
- Lytton Strachey (1880–1932)
- John Strange Winter (1856–1911)
- Paul Strathern (* 1940)
- Agnes Strickland (1796–1874)
- Jonathan Stroud (* 1970)
- Muriel Stuart (1855–1967)
- Howard O. Sturgis (1855–1920)
- Paul Sussman (1966–2012)
- Annie Shepherd Swan (1859–1943)
- Wendy Swanscombe
- Algernon Swinburne (1837–1909)
- Mark Sykes (1879–1919)
- John Addington Symonds (1840–1893)
- Arthur William Symons (1865–1945)
- Julian Symons (1912–1994)

## T
- Margaret Tait (1918–1999)
- Robert Tannahill (1774–1810)
- Andrew Taylor (* 1951)
- Tom Taylor (1817–1880)
- Peter Terson (1932–2021)
- Josephine Tey (1896–1952)
- William Thom (1799–1848)
- Donald M. Thomas (1935–2023)
- Donald Serrell Thomas (1934–2022)
- Dylan Thomas (1914–1953)
- Edward Thomas (1878–1917)
- Gordon Thomas (1933–2017)
- Hugh Thomas (1931–2017)
- Leslie Thomas (* 1931)
- Ruth Thomas (* 1967)
- Sean Thomas (* 1963)
- Kate Thompson (* 1956)
- James Thomson (1700) (1700–1748)
- James Thomson (1834) (1834–1882)
- Stephen Thrower (* 1963)
- Gillian Tindall (* 1938)
- Sandi Toksvig (* 1958)
- David Toop (* 1949)
- Paul Torday (1946–2013)
- Piers Torday (* 1974)
- Sue Townsend (1946–2014)
- Arnold J. Toynbee (1889–1975)
- Clement John Tranter (1909–1991)
- Nigel Tranter (1909–2000)
- Geoffrey Trease (1909–1998)
- Edward John Trelawney (1792–1881)
- Peter Tremayne (* 1943)
- Melesina Trench (1768–1827)
- Raleigh Trevelyan (* 1923)
- Frederick Treves (1853–1923)
- Anthony Trollope (1815–1882)
- Frances Trollope (1779–1863)
- Joanna Trollope (* 1943)
- Meirion James Trow (* 1949)
- Errol Trzebinski
- Gael Turnbull (1928–2004)
- William Tytler

## U
- Barry Unsworth (1930–2012)
- Edward Upward (1903–2009)
- Thomas Urquhart (1611–1660)
- Peter Ustinov (1921–2004)

## V
- Henry Vaughan (1622–1695)
- John Veitch (1829–1894)
- Roy Vickers (1889–1965)
- Salley Vickers (* 1948)
- Elfrida Vipont (1902–1992)
- Conrad Voss Bark (1913–2000)

## W
- Henry Wade (1887–1969)
- Rebecca Wait (* 1988)
- Benjamin Walker (1913–2013)
- Bryan Edgar Wallace (1904–1971)
- Edgar Wallace (1875–1932)
- Penelope Wallace (1923–1997)
- David Walliams (* 1971)
- Horace Walpole (1717–1797)
- Hugh Walpole (1884–1941)
- Minette Walters (* 1949)
- Barbara Ward (1914–1981)
- Ruth Ware (* 1977)
- Alan Warner (* 1964)
- Sylvia Townsend Warner (1893–1978)
- Samuel Warren (1807–1877)
- Tony Warren (1936–2016)
- David Warrior
- Sarah Waters (* 1966)
- Denys Watkins-Pitchford (1905–1990)
- Thomas Watson (~1557–1592)
- Alec Waugh (1898–1981)
- Evelyn Waugh (1903–1966)
- Sylvia Waugh (* 1935)
- Willoughby Weaving (1885–1977)
- Shelley Webb
- Imogen Lloyd Webber
- William Webster (1689–1758)
- Denton Welch (1915–1948)
- Ronald Welch (1909–1982)
- Fay Weldon (1931–2023)
- Angus Wells (1943–2006)
- H. G. Wells (1866–1946)
- Irvine Welsh (* 1958)
- Louise Welsh (* 1965)
- Patricia Wentworth (1878–1961)
- Arnold Wesker (1932–2016)
- Mary Wesley (1912–2002)
- Rebecca West (1892–1983)
- Alex Wheatle (1963–2025)
- T. H. White (1906–1964)
- Peter Wildeblood (1923–1999)
- Roderick Wilkinson (* 1917)
- Glanville Williams (1911–1997)
- Heathcote Williams (1941–2017)
- John Hartley Williams (* 1942)
- Nigel Williams (* 1948)
- Henry Williamson (1895–1977)
- John Wilmot, 2. Earl of Rochester (1647–1680)
- Alexander Wilson (1766–1813)
- Angus Wilson (1913–1991)
- Colin Wilson (1931–2013)
- David Henry Wilson (* 1937)
- John Wilson (1785–1854)
- Michael G. Wilson (* 1942)
- Robert Wilson (* 1957)
- David Wingrove (* 1954)
- Sarah Winman (* 1964)
- Jeanette Winterson (* 1959)
- P. G. Wodehouse (1881–1975)
- Helena Wojtczak (* 1958)
- Christopher Wood (1935–2015)
- Ellen Wood (1814–1887)
- Richard Woodman (1944–2024)
- Bella Sidney Woolf (1877–1960)
- Virginia Woolf (1882–1941)
- Dorothy Wordsworth (1771–1855)
- Percival Christopher Wren (1875–1941)
- Patrick Wright
- Francis Wyndham (1924–2017)

## Y
- David Yallop (1937–2018)
- Francis Yeats-Brown (1886–1944)
- Tamar Yellin (* 1963)